# Saga Svínfellinga
La saga Svínfellinga es una saga islandesa del siglo XIII de autor anónimo. Está incluida en la saga contemporánea de los Sturlung y relata la historia de uno de los clanes familiares más poderosos de la Mancomunidad Islandesa, los Svínfellingar.
Junto a Þorgils saga ok Hafliða, es una de las sagas donde la figura de la mujer intenta prevenir la violencia entre clanes como resultado de las venganzas típicas de la sociedad nórdica del momento. Este protagonismo se contrapone a la presunta misoginia de, por ejemplo, la saga Íslendinga.